# 小莫頓莊園
53°07′38″N 2°15′06″W / 53.1272°N 2.2518°W

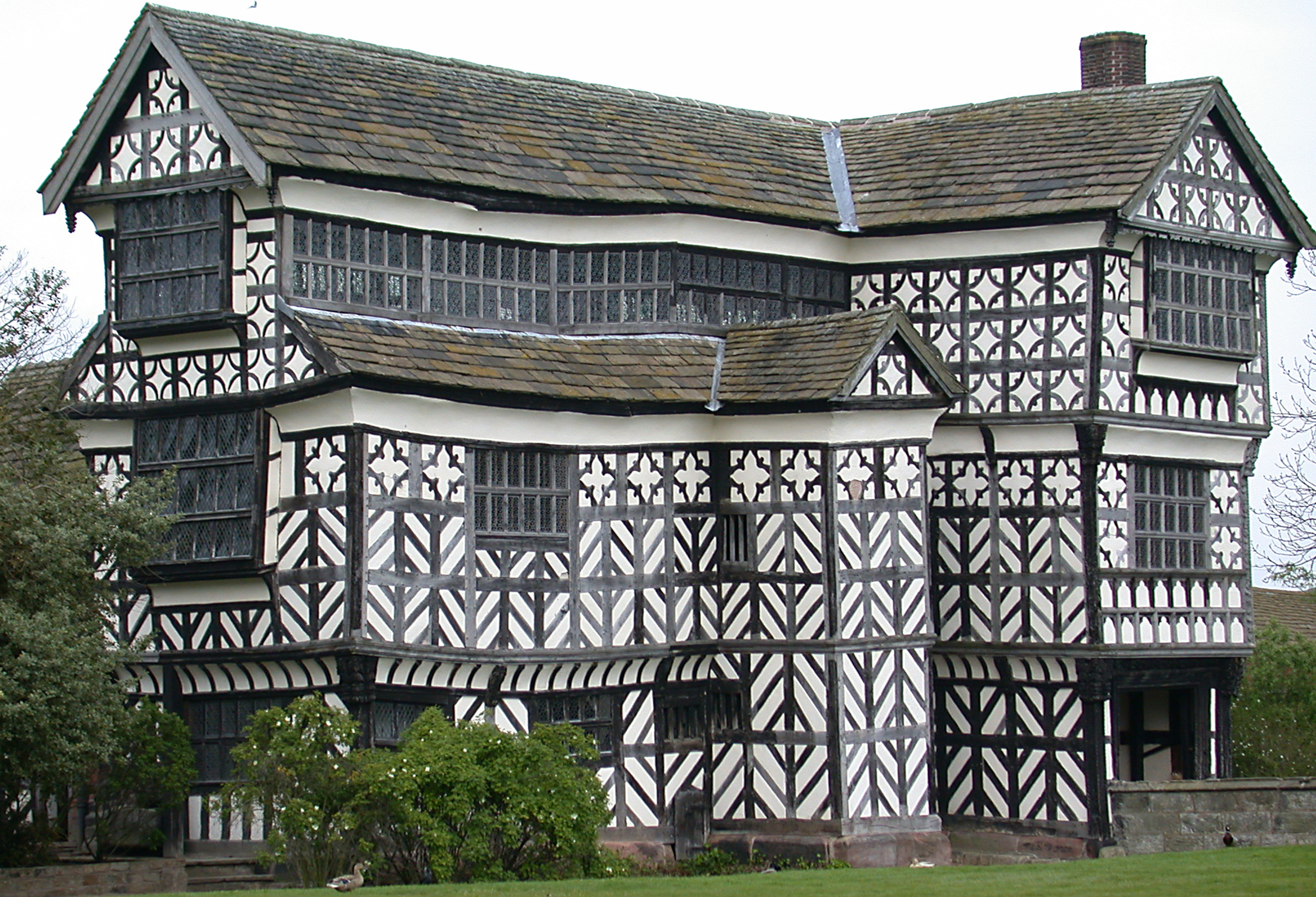

小莫頓莊園（Little Moreton Hall），又稱舊莫頓莊園（Old Moreton Hall），是位於英格蘭柴郡康格爾頓的一座半木造結構英國鄉村別墅。小莫頓莊園最早修建於約1504年至1508年，長期以來是莫頓家族的菜站。1938年，小莫頓莊園的所有權移交給國民信託，並被列入英格蘭遺產和英國一級保護建築。現在小莫頓莊園每年4月至12月對外開放。

## 外部連結
- Virtual tour
- Information about the stained glass from the Corpus Vitrearum Medii Aevi (CVMA) of Great Britain （页面存档备份，存于）
- Discovercheshire website (Little Moreton Hall Circular Walk page) （页面存档备份，存于）
- National Trust site （页面存档备份，存于）